# مترو ريو دي جانيرو
مترو ريو دي جانيرو (بالبرتغالية: MetrôRio‏) هو نظام نقل سريع يخدم مدينة ريو دي جانيرو بالبرازيل. تأسس هذا المترو عام 1979. ويضم 3 خطوط و41 محطة، ويبلغ طوله 58 كيلومترًا. ويعد ثاني أكبر مترو في البرازيل بعد مترو ساو باولو من حيث حركة الركاب.